# Lente (geologia)
Em geologia uma lente é um corpo de minério, rocha ou um depósito que é grosso no meio e fino nas bordas, se assemelhando a uma lente convexa de seção transversal. Adjetivo: "lenticular".
Uma lente também pode se referir a uma formação de forma irregular, constituído de um depósito sedimentar poroso permeável, rodeado por uma rocha impermeável.